# The Essential Simon & Garfunkel
The Essential Simon & Garfunkel är ett samlingsalbum på 2 CD-skivor av duon Simon and Garfunkel, utgivet 14 oktober 2003.
Albumet består av material som funnits utgivet tidigare på de fem studioalbumen, tidigare samlingsalbum, livealbumet Live from New York City, 1967 från 2002 och 3-CD-boxen Old Friends från 1997.
Albumet nådde 163:e plats på amerikanska Billboard-listan.

## Låtlista

### CD 1
1. "The Sound of Silence" (Paul Simon)
2. "Wednesday Morning, 3 A.M." (Paul Simon) (live)
3. "Bye Bye Love" (Felice Bryant/B. Bryant)
4. "Bleecker Street" (Paul Simon)
5. "I Am a Rock" (Paul Simon)
6. "A Most Peculiar Man" (Paul Simon) (live)
7. "Richard Cory" (Paul Simon)
8. "Kathy's Song" (Paul Simon) (live)
9. "Scarborough Fair/Canticle" (folkvisa arrangerad av Simon & Garfunkel)
10. "Homeward Bound" (Paul Simon)
11. "Sparrow" (Paul Simon) (live)
12. "Leaves That are Green" (Paul Simon) (live)
13. "He Was My Brother" (Paul Simon)
14. "The 59h Street Bridge Song" (Feelin' Groovy) (Paul Simon)
15. "The Dangling Conversation" (Paul Simon)
16. "A Poem on the Underground Wall" (Paul Simon) (live)
17. "Blessed" (Paul Simon) (live)
18. "Cloudy" (Paul Simon)
19. "The Blues Run the Game" (Jackson C. Frank)
20. "A Hazy Shade of Winter" (Paul Simon)

### CD 2
1. "Mrs Robinson" (Paul Simon)
2. "Bridge over Troubled Water" (Paul Simon)
3. "At the Zoo" (Paul Simon)
4. "Fakin' It" (Paul Simon)
5. "Old Friends" (Paul Simon)
6. "Bookends Theme" (Paul Simon)
7. "Punky's Dilemma" (Paul Simon)
8. "Overs" (Paul Simon) (live)
9. "A Church is Burning" (Paul Simon) (live)
10. "America" (Paul Simon)
11. "El Condor Pasa (If I Could)" (Milchberg/Robles/Paul Simon)
12. "Cecilia" (Paul Simon)
13. "Keep the Customer Satisfied" (Paul Simon)
14. "So Long Frank Lloyd Wright" (Paul Simon)
15. "The Boxer" (Paul Simon)
16. "Baby Driver" (Paul Simon)
17. "The Only Living Boy in New York" (Paul Simon)
18. "Song for the Asking" (Paul Simon)
19. "For Emily, Whenever I May Find Her" (Paul Simon) (live)
20. "My Little Town" (Paul Simon)